# (16847) Sanpoloamosciano
(16847) Sanpoloamosciano (1997 XK10) – planetoida z pasa głównego asteroid okrążająca Słońce w ciągu 4,18 lat w średniej odległości 2,59 j.a. Odkryta 8 grudnia 1997 roku.